# Lucile Desmoulins
Anne-Lucile-Philippe Desmoulins, nascida Laridon Duplessis (Paris, 18 de janeiro de 1770 – Paris, 13 de abril de 1794), é uma personalidade ligada à Revolução Francesa, que foi guilhotinada oito dias após seu marido, Camille Desmoulins.

## Juventude
Filha de Claude-Étienne Laridon Duplessis, primeiro comissário do Controle Geral de Finanças, e de Anne-Françoise-Marie Boisdeveix, Lucile provavelmente conheceu uma juventude semelhante a de tantas outras moças nascidas em um ambiente burguês relativamente abastado. Circulando entre o lar da família, situado na Rua de Condé, em Paris, e a propriedade de Bourg-la-Reine, pode-se imaginar — a partir da leitura de seu diário — a jovem Lucile caprichosa e sonhadora. Seus escritos fragmentados mostram-nos uma jovem risonha, sensível, que mantém um diário para combater o tédio e que tenta algumas vezes, em vão, redigir contos, sob o olhar benevolente da mãe, de quem parece muito próxima.

## Camille Desmoulins
Seu destino começa a desenhar-se no início dos anos de 1780, quando Camille Desmoulins, jovem advogado com cerca de vinte anos conhece Madame Duplessis no Jardim do Luxemburgo. É aqui, sem dúvida, que Lucile, ainda adolescente, o conhece. Camille, ainda sem clientela e confrontado com problemas financeiros, está à procura de uma proteção para poder viver de seus escritos. Tornando-se familiar dos Deplessis, passa a frequentar regularmente Lucile, pretendendo casar-se com ela em Março de 1787. A princípio desaprovado pelo pai da moça, por sua situação precária e futuro incerto, consegue obter a aprovação de M. Duplessis na medida em que começa a tornar-se conhecido por suas ações populares durante os primórdios da Revolução Francesa e obtém a mão de Lucile em Dezembro de 1790.

## O casal Desmoulins

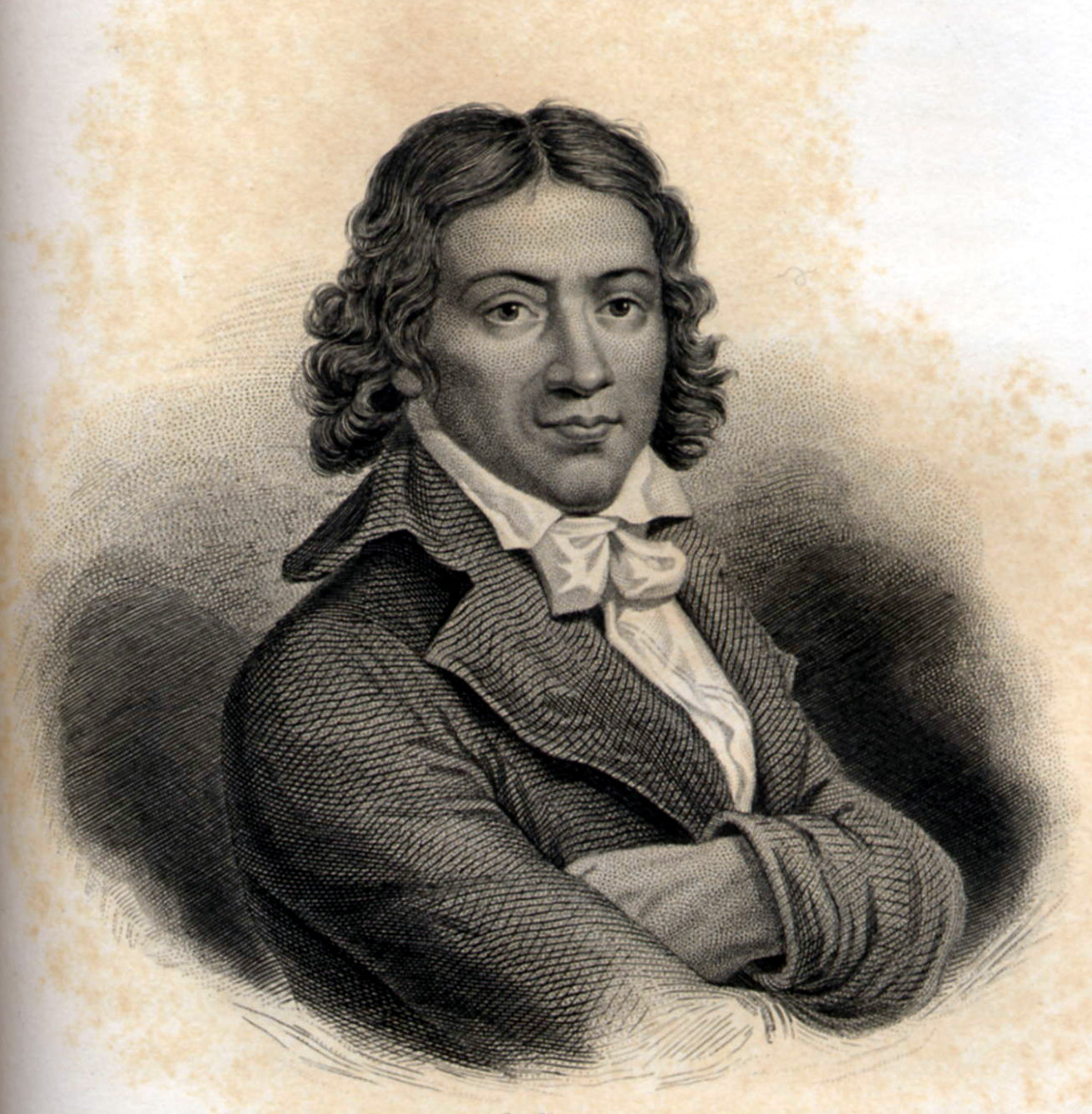
Camille Desmoulins

Lucile e Camille casam-se em 29 de Dezembro de 1790 na Igreja Saint-Sulpice, em Paris. Maximilien de Robespierre é uma das testemunhas da cerimônia. O casal instala-se na Rua do Théâtre-Français (atual Rue de l'Odéon) e Lucile dá a luz a um filho, Horace Camille Desmoulins, em 6 de Julho de 1792. Ainda existem algumas páginas do diário de Lucile dedicadas a esses anos, "a priori" felizes, que acabam com a prisão de Camille em Março de 1794. Além de seu testemunho sobre a longa noite de 9 para 10 de Agosto de 1792, que marca o fim do Antigo Regime na França, que ela viverá nos bastidores, cansada e angustiada, seus leitores ainda poderão acompanhá-la em sua rotina, suas anedotas e na relação com seus conhecidos, de Pierre-François-Joseph Robert, advogado membro do Clube dos Cordeliers à Antoinette Gabrielle Danton, passando ainda por Guillaume Marie-Anne Brune e sua mulher. Toma-se conhecimento não só de suas brincadeiras com relação ao Barão de la Poype, que ela apelida de « poa poa » e à Jacques Alexis Thuriot que é um « porco inútil », mas também com relação a Georges Danton e a como este não conseguia deixar de rir a seu lado. Este aspecto despreocupado e eternamente alegre de sua pessoa contribuiu para fazer da jovem uma personagem cativante.

## O complô das prisões
Este caso serviu para juntar todas as peças do processo — ou pseudo-processo — de Lucile Desmoulins, Arthur Dillon e Philibert Simond que os comitês instalados após a queda do Rei Luís XVI queriam fazer executar sem serem ouvidos publicamente. Esta paródia de justiça girava em torno da pretensa Conspiração do Luxembourg, da qual os três acusados e outros, amalgamados a eles, foram acusados e declarados culpados de participação.
No dia 15 Germinal do Ano II, enquanto seu marido era posto fora de combate com Danton e outros co-acusados, um despacho dos comitês reunidos encarregam Dossonville de conduzir Lucile Desmoulins "a seu destino". Este processo verbal, se for autêntico, é assinado por Barère, Voulland, Carnot, Prieur, Dubarran, Couthon e Robespierre (que foi testemunha do casamento de Camille e Lucile). A dúvida sobre a autenticidade do documento vem do fato dele não figurar entre os papéis dos comitês que foram expurgados ou falsificados, mas sim entre os papéis de Matton de La Varenne, célebre advogado anti-robespierrista que diz ter herdado os arquivos Desmoulins da sogra e cunhada de Camille, arquivos revistos pelo convencional Étienne-Jean Panis, pessoa próxima de Bertrand Barère de Vieuzac e do Marquês de Travanet. Se existe dúvida quanto à assinatura de Robespierre, não há nenhuma concernente à data e ao envio de Lucile Desmoulins para o Palácio do Luxemburgo, em segredo, para onde Dillon logo lhe encaminha um bilhete, interceptado por um carcereiro, e que ela nunca recebeu. Paira a maior dúvida sobre este "bilhete" — seria uma falsificação? — sobre o qual se fundamenta a realidade da existência de um complô no seio da prisão e cujos principais protagonistas seriam Arthur Dillon e Lucile Desmoulins que haviam, no passado, mantido relações sociais.
No dia seguinte, no mesmo momento em que seu marido Camille era guilhotinado em companhia de Philippeaux, Danton e Fabre d'Églantine, a morte de Lucile Desmoulins era decidida. Ela foi transferida da Prisão do Luxemburgo para a Conciergerie no dia 20 Germinal do Ano II (9 de Abril de 1794). Comparece ao Tribunal Revolucionário ao lado de Dillon, Françoise Hébert, viúva de Jacques-René Hébert, guilhotinado no 4 Germinal anterior, e de Philibert Simon. Acusados de haver conspirado contra a segurança do povo, eles foram condenados e executados neste mesmo dia, 13 de Abril, à tarde.
No caminho que a leva da Conciergerie à morte, nenhuma testemunha parece contradizer a imagem que Lucile — à época apenas com 24 anos de idade — apresenta através de seus escritos e dos testemunhos dos contemporêneos que a estimavam. Ela teria permanecido até o último momento fiel a si mesma, cheia de uma assustadora e radiante tranquilidade.
Existe um testemunho anônimo registrado dessa execução:
Os conspiradores condenados pelo Tribunal Revolucionário foram executados ontem, às quinze para as sete da tarde. Chaumette, ao lado de Gobel, respondia com um sorriso de raiva às acusações de ateísmo que lhe faziam; Gobel estava triste, silencioso, abatido; Dillon, pálido, estava ao lado de Simon; o comediante Grammont, ao lado de seu filho; a viúva Hébert e a de Camille Desmoulins, vestidas de maneira elegante e conservando o sangue-frio, falavam-se. Gobel e Chaumette foram os últimos a subir para seu suplício. A cabeça de Chaumette foi mostrada ao povo, sob o barulho de aplausos e gritos de "Viva a República"
. A senhora Hébert e a senhora Camille Desmoulins são as primeiras a subir ao cadafalso e abraçam-se antes de morrer.

## Representações
- Danton : (Andrzej Wajda, 1982), com Gérard Depardieu.